# Грезли, Джеймс Стивен
Джеймс Стивен Грезли (англ. James Stephen Gresley; 1829—1908) — британский пейзажист, основатель династии дербиширских художников.

## Биография

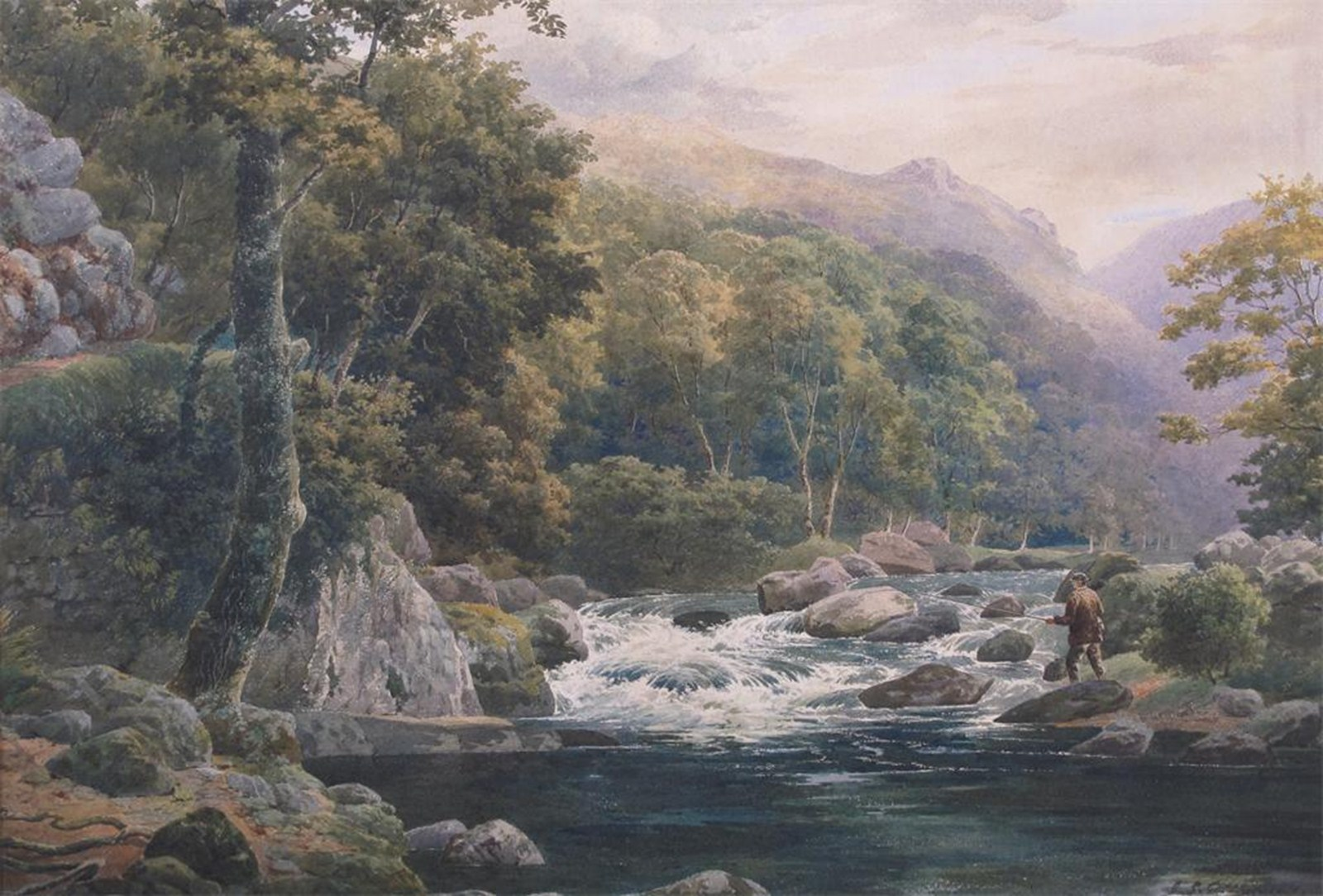
На Дове

Родился в Сандиакре в Дербишире. Его сыном был Фрэнк Грезли, у которого, в свою очередь, было двое сыновей, Гарольд и Катберг, каждый из которых был известен как художник. У Грезли было множество картин, включённых в «коллекцию Гуди» и соответствующую книгу.
Грезли жил в Драйкотте, Ворроувоше и Челластоне в Дербишире, а также в Йоркшире, где он создавал акварели природы этих графств. Умер в Вейкфилде в Йоркшире в 1908 году после выставок в Лондоне и в самом Вейкфилде. Несколько его картин находятся в Музее и художественной галерее Дерби; одна из них на 2011 год выставлена в Комнате Гуди в Центральной библиотеке Дерби.